# کتاب‌های قانونی ثانی
کتاب‌های قانونی ثانی (انگلیسی: Deuterocanonical books) بخشی از عهدقدیم است که از سوی مسیحیت کاتولیک‌ و ارتودوکس به عنوان قسمتی از عهد عتیق معتبر و مقدس شناخته می‌شوند، در حالی که یهودیان و پروتستان‌ها آنها را مجعول و یا مفید اما غیر مقدس می‌دانند.
فصول مذکور شامل هفت فصل طوبیا، یهودیت، مکابیان اول، مکابیان دوم، حکمت سلیمان، بن‌سیرا، باروخ و همچنین بخش‌هایی از کتاب‌های استر و دانیال است.
این کتب افزون بر کتاب‌های قانونی (به انگلیسی: biblical canon) هستند که از طرف یهودیت و مسیحیت پروتستان به عنوان کتاب‌های مقدس به رسمیت شناخته شده و شامل ۷۳ عنوان (۴۶ کتابِ عهد عتیق و ۲۷ کتابِ عهد جدید) است.
از آنجا که موسساتی که در گذشته در ایران اقدام به ترجمه و نشر کتاب مقدس نموده‌اند، متعلق به کلیسای پروتستان بوده، این فصول در اکثر ترجمه‌های فارسی کتاب مقدس آورده نشده‌اند. اخیراً مجموعۀ "کتاب‌های قانون ثانی" به ترجمۀ پیروز سیار، انتشارات نشر نی به فارسی ترجمه شده‌اند.